# Fiona Murtagh
Fiona Murtagh (Galway, 11 de julio de 1995) es una deportista irlandesa que compite en remo.
Participó en dos Juegos Olímpicos de Verano, obteniendo una medalla de bronce en Tokio 2020, en la prueba de cuatro sin timonel, y el octavo lugar en París 2024, en la misma prueba.
Ganó tres medallas en el Campeonato Europeo de Remo entre los años 2020 y 2025.

## Palmarés internacional
| Juegos Olímpicos   | Juegos Olímpicos   | Juegos Olímpicos  | Juegos Olímpicos   |
| Año                | Lugar              | Medalla           | Prueba             |
| ------------------ | ------------------ | ----------------- | ------------------ |
| 2020               | Tokio (Japón)      | Medalla de bronce | Cuatro sin timonel |
| Campeonato Europeo |                    |                   |                    |
| Año                | Lugar              | Medalla           | Prueba             |
| 2020               | Poznań (Polonia)   | Medalla de bronce | Cuatro sin timonel |
| 2021               | Varese (Italia)    | Medalla de plata  | Cuatro sin timonel |
| 2025               | Plovdiv (Bulgaria) | Medalla de plata  | Scull individual   |